# Селищи (Краснослободский район)
Селищи (Введенские Селищи) — село, при реке Парке, в Краснослободском районе, Республики Мордовия, Российской Федерации.
Административный центр Селищинского сельского поселения. Население 669 человек (2010). Малая родина Героев Советского Союза И. П. Горелова, В. Т. Митрошина, К. Д. Савостина . На начало XX столетия, Селище, село Пензенской губернии.

## География
Расположено на ручье Парка, при автодороге 89Н-07, в 21 км от районного центра, 1,5 км от автодороги Краснослободск — Темников и 56 км от железнодорожной станции Торбеево.

## Топоним
Название от русского слова Сели́ще — весьма большое село, слобода, где более одной церкви, и всякое поселенье, селитьба, и место расположения старого поселения.

## История
Населённый пункт упоминается в «Книге письма и дозору Ивана Усова да Ильи Дубровского 1614 году».
По документам 1714 года, в Селищах было 48 дворов (524 души мужского пола); деревянная церковь в честь Введения во храм Пресвятой Богородицы.
В 1670 году некоторые жители Селищ бунтовали и участвовали в осаде города Краснослободска (см. Гражданская война 1670—1671 гг.), в 1774 году — в боевых действиях за Краснослободск в составе отряда П. Евстафьева (см. Гражданская война 1773—1775 гг). В «Списке населённых мест Пензенской губернии» (1869 год) Селищи — село казённое из 327 дворов (2 004 человек) Краснослободского уезда; имелось училище.
На начало XX столетия, Селище, село Краснослободского уезда Пензенской губернии, в котором проживало 3 227 жителей обоего полу, и было две школы.
В 1913 году в Селищах было 544 двора (3 397 человек); 4 лавки, 8 ветряных мельниц, 4 просодранки, 2 маслобойки, шерсточесалка, кузница, 2 кирпичных сарая. Жители занимались отхожими промыслами (около 300 матросов, 33 извозчика, 19 чернорабочих, 1 банщик).
В 1931 году в Селищах насчитывалось 740 дворов (3 692 человек). В начале 1930-х годов был создан колхоз им. Ленина, с 1997 года — СХПК «Селищинский».

## Население
| 2002 | 2010 |
| ---- | ---- |
| 718  | ↘669 |

## Известные уроженцы, жители
Селищи — родина священнослужителя А. А. Надеждинского, Героев Советского Союза И. П. Горелова, В. Т. Митрошина, К. Д. Савостина, партийного работника С. П. Малынина, кинооператора С. В. Астахова, ветврача А. С. Фомина, живописца А. В. Шалаева, кандидата физико-математических наук В. И. Гришанова, кандидата химических наук А. А. Гамаюновой.
с. Селище — место мученической гибели и погребения священника отца Сергия (Фавстрицкого). Погиб в 1923 году от преступных действий представителей большевистской власти. О событиях того периода снят фильм «Помянник», режиссёр: Людмила Разгон.

## Инфраструктура
Основа экономики — сельское хозяйство.
В современных Селищах — средняя школа, библиотека, Дом культуры, медпункт, детский комбинат, 2 магазина и отделение связи.

## Достопримечательности
Памятник воинам, погибшим в годы Великой Отечественной войны; могила декабриста Аполлона Веденяпина.

## Транспорт
Село доступно по автодороге Краснослободск — Темников.